# Vogelpark Chai Nat

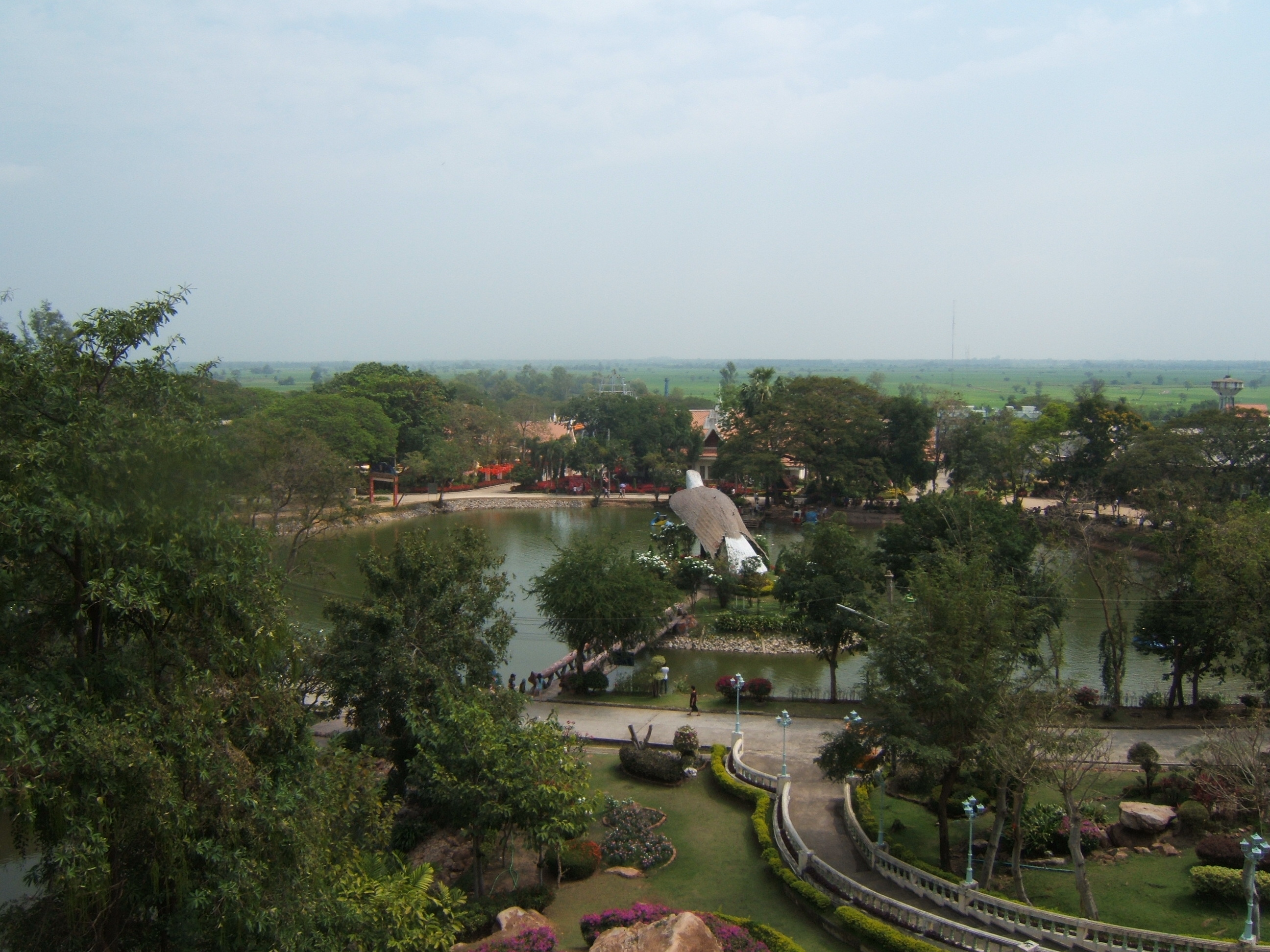
Blick über den Vogelpark Chai Nat

Der Vogelpark Chai Nat (สวนนกชัยนาท Suan Nok Chai Nat, englisch: Chai Nat Bird Park) ist seit seiner Gründung im Jahr 1983 die größte touristische Attraktion in der Provinz Chai Nat in der Zentralregion von Thailand.

## Lage
Der Vogelpark Chai Nat liegt etwa 4 km nordöstlich des Stadtzentrums von Chai Nat an der Nationalstraße 1 (Thanon Phahonyothin). Der Park hat eine Fläche von etwas mehr als 40 Hektar (260 Rai) und liegt am Fuße des steil aufragenden Berges Khao Phlong, wo die buddhistische Tempelanlage des Wat Khao Phlong steht.

## Einrichtungen
Der Vogelpark Chai Nat ist in zwei Bereiche gegliedert: die große Volière (nach Angaben des Parks die größte in ganz Asien) und den Bereich außerhalb, wo in mehr als 60 Käfigen eine große Zahl an Vögeln gezeigt werden, hauptsächlich Pfaue, Flamingos und Nashornvögel. Aber auch Fasane, Papageie und Kasuare sind zu sehen.
Die Volière hat eine Höhe von rund 12 m und überspannt eine Fläche von rund 4 ha.

## Fotogalerie

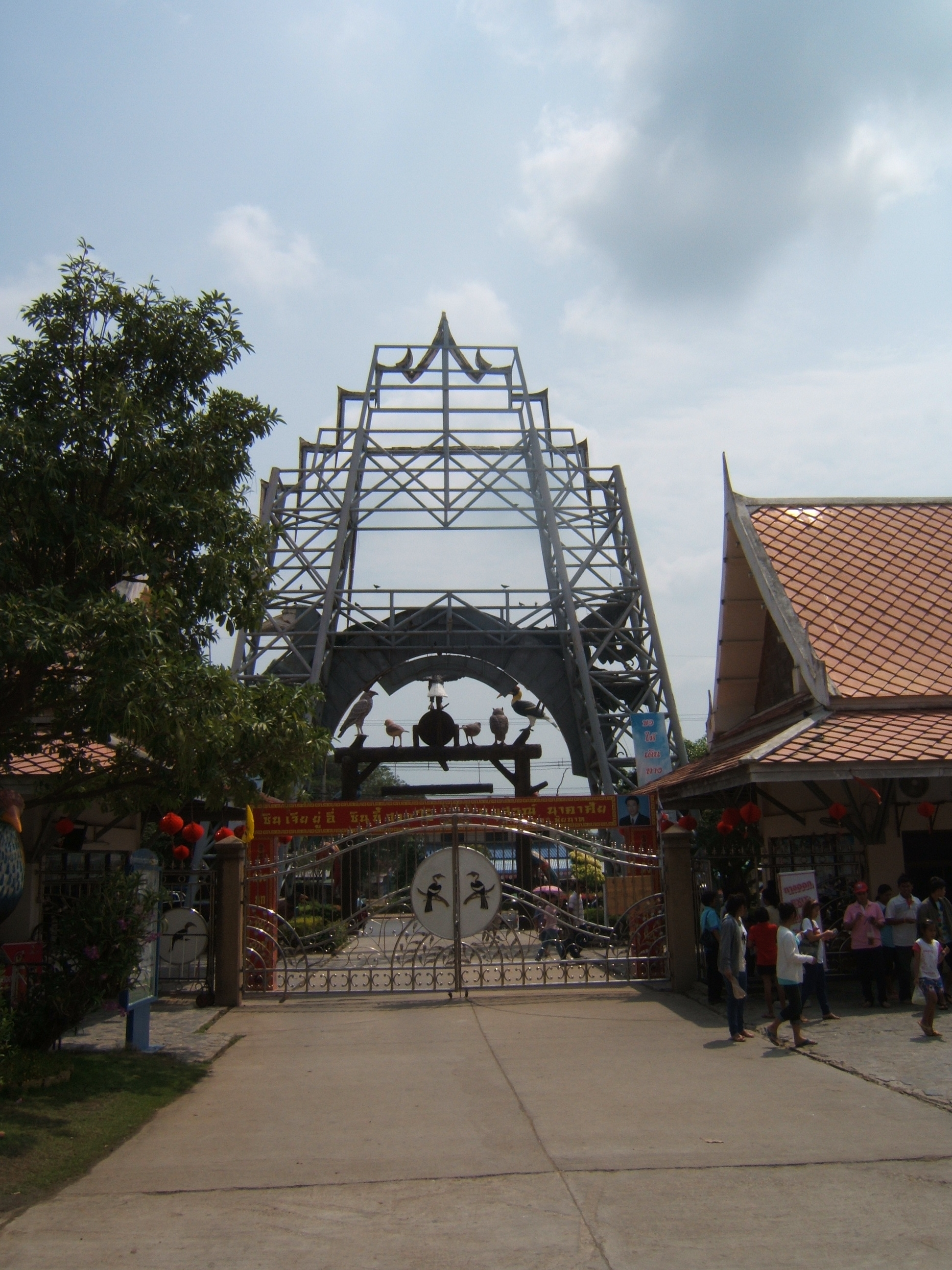
Eingang
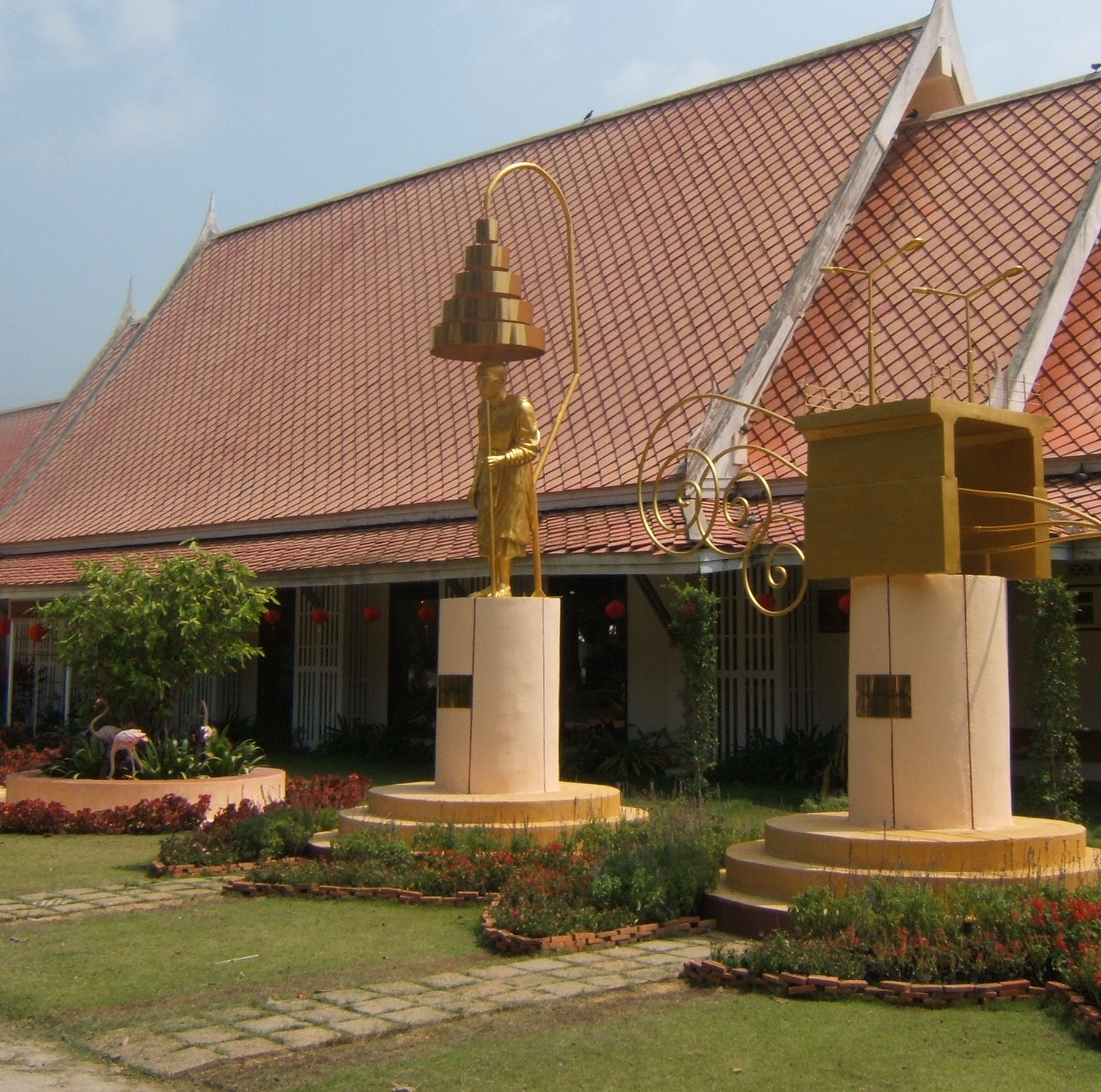
Statue des Mönchs Pho Luang
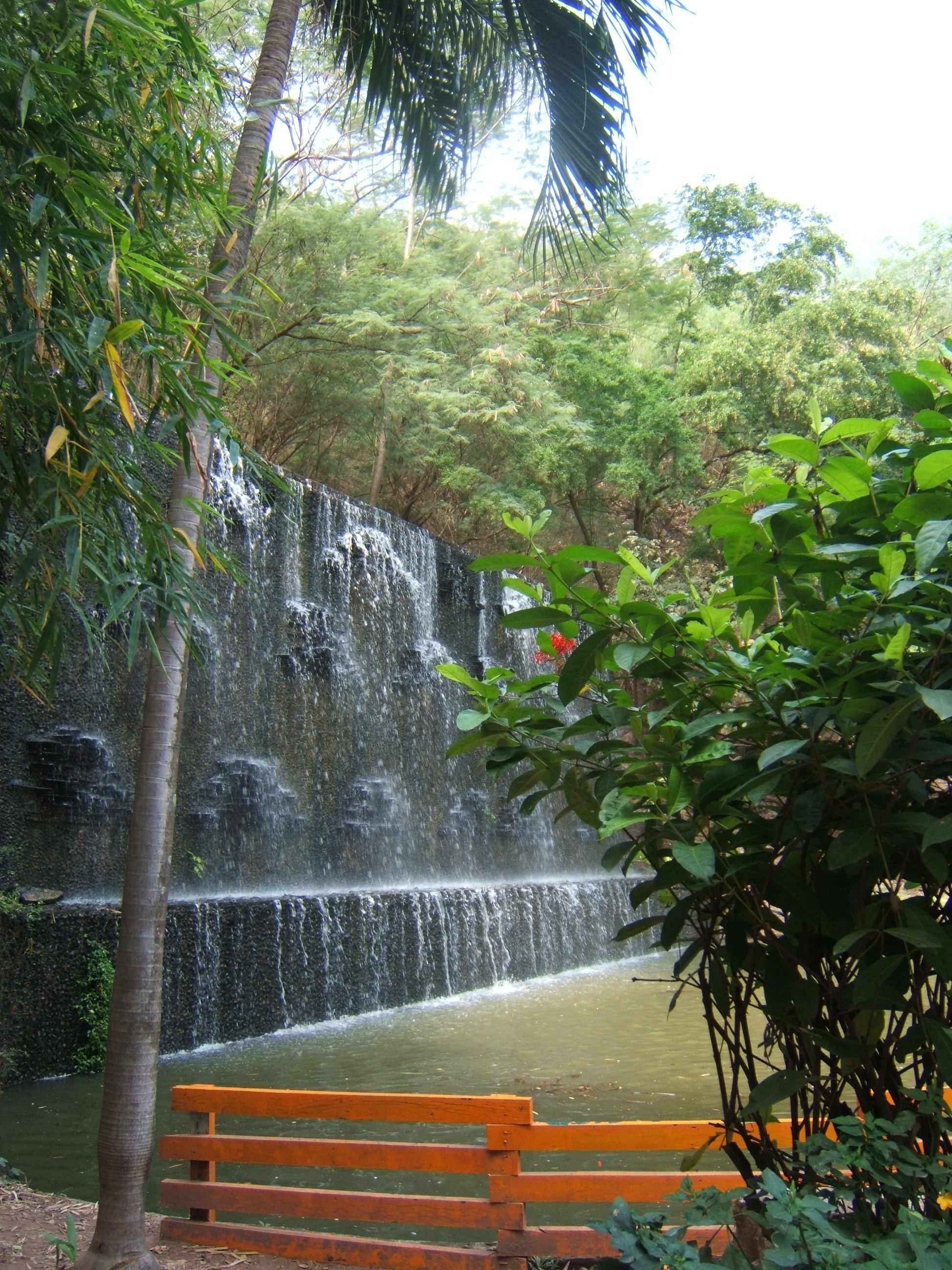
Wasserfall
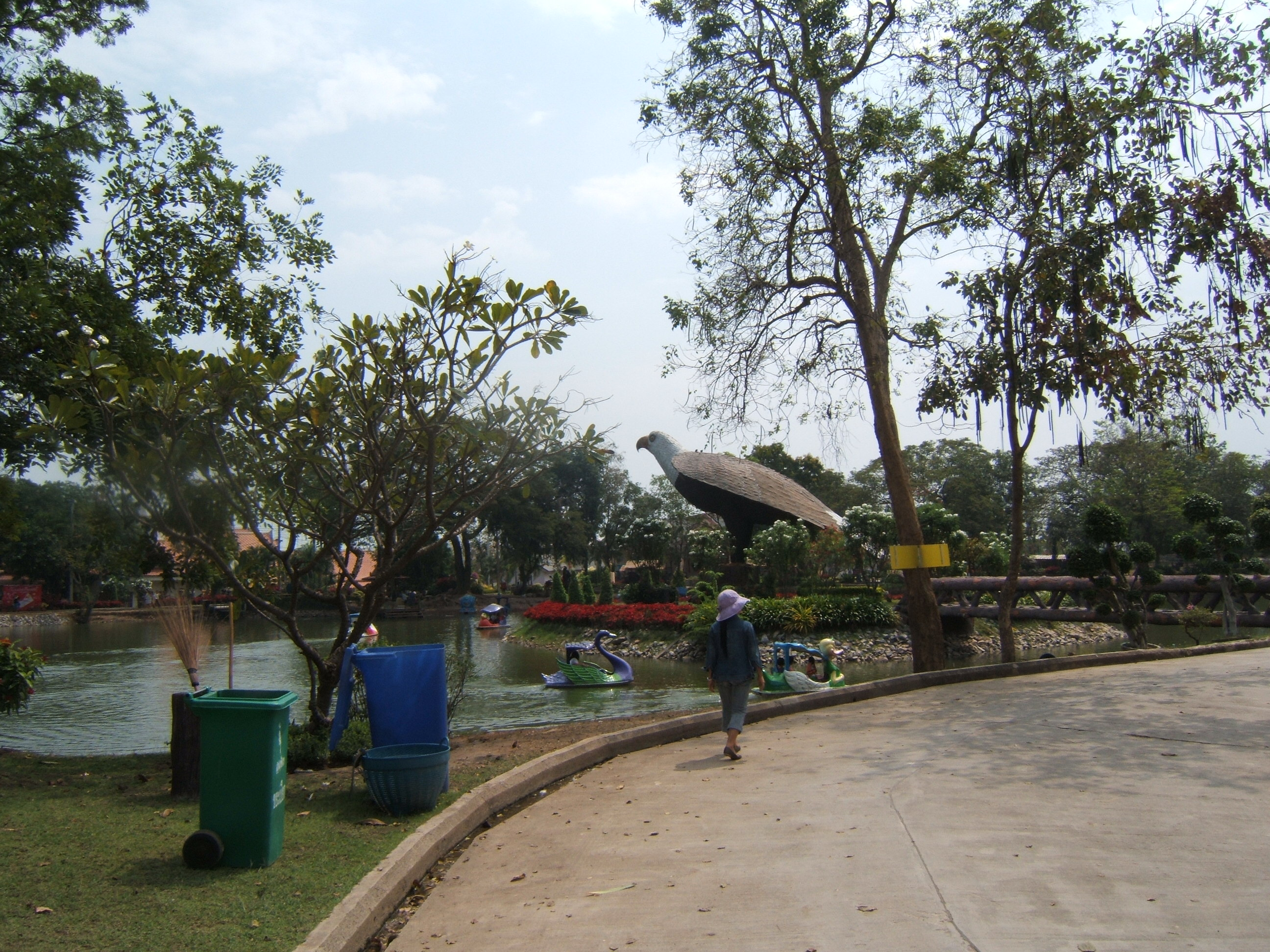
Der große Adler